# Върба (община Тутин)
Върба (на сръбски: Врба) е село в Сърбия, разположено в община Тутин, Рашки окръг. Намира се на 1218 метра надморска височина. Населението му според преброяването през 2011 г. е 153 души. При преброяването на населението през 2002 г. има 196 жители, от тях 194 (98,97 %) бошняци, 1 (0,51 %) мюсюлманин и 1 (0,51 %) неизвестен.

## Население
Численост на населението според преброяванията през годините:
- 1948 – 150 души
- 1953 – 179 души
- 1961 – 189 души
- 1971 – 170 души
- 1981 – 194 души
- 1991 – 237 души
- 2002 – 196 души
- 2011 – 153 души